# Józef Sztwiertnia
Józef Sztwiertnia (ur. 25 lipca 1883 w Goleszowie, zm. 28 maja 1928) – polski działacz spółdzielczy i związkowy na Śląsku Cieszyńskim, działacz Robotniczego Stowarzyszenia Kulturalno-Oświatowego „Siła” i jego prezes od 1925, w latach 1923-1928 prezes Spółdzielni Spożywców w Ustroniu. Działał w Klasowym Związku Zawodowym Metalowców, PPSD, potem w PPS.
Tuż po odzyskaniu przez Polskę niepodległości w 1918 został przewodniczącym Związku Zawodowego Metalowców w Fabryce w Ustroniu. W latach 1918–1920 jako przedstawiciel robotników brał czynny udział w akcji na rzecz przyłączenia Śląska do Polski.
Jeden z pionierów robotniczego ruchu spółdzielczego, założyciel Ogólnego Stowarzyszenia Spożywczego i Oszczędnościowego w Ustroniu, od 1920 pierwszy wiceprezes, a od 1923 prezes Zarządu. W 1925 wszedł w skład Rady Okręgowej „Społem” w Katowicach, a już rok później został jej przewodniczącym.
Działacz samorządowy PPSD, potem PPS, z którego listy kandydował do Sejmu Śląskiego.
Zmarł nagle na zawał 28 maja 1928.